# Angerfist

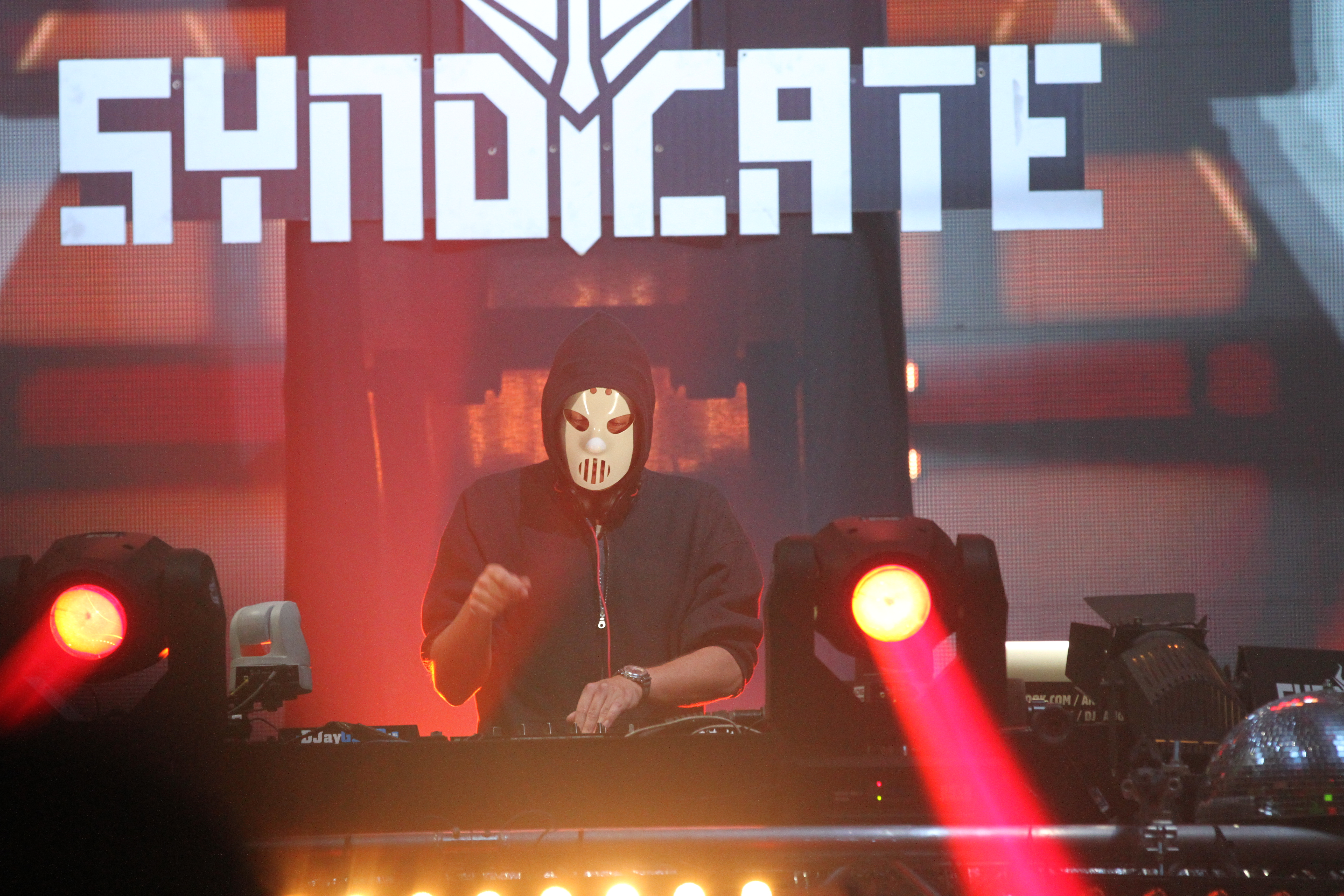
Angerfist

Danny Masseling (Almere, 18 de julho de 1981), mais conhecido como Angerfist, é um produtor de hardcore techno e DJ neerlandês.

## Carreira
A carreira de Masseling começou em 2001, quando ele enviou uma fita demo para DJ Buzz Fuzz, chefe da BZRK Records. Buzz gostou da fita e contratou Masseling, que lançou seu primeiro EP, com o nome Menace II Society. Ele rapidamente ganhou respeito nas cenas gabber e hardcore com o seu intransigente som violento e agressivo.
Em 25 de março de 2006 viu o lançamento do primeiro álbum, Pissin 'Razorbladez.
Em março de 2008, Angerfist lançou seu álbum, Mutilate, com a gravadora Masters of Hardcore (MOH)

## Temas das Músicas
Angerfist frequentemente toca temas relacionados com serial killer, personalidade antisocial e disordeira. Os membros da banda usam mascaras de hóquei como Jason Voorhees, este artifício também é utilizado pelo grupo italiano de hardcore Art of Fighters, embora eles afirmam que começaram a usar primeiro.
Os nomes das faixas consistem em frases como "Maniac Killa", "Murder Incorporated", "Criminally Insane" entre outros.

## Integrantes do grupo
Masseling recorreu a ajuda de amigos para formar Angerfist. Atualmente Angerfist é constituída por duas pessoas: 
- DJ Angerfist (Danny Masseling)
- MC Prozac

## Discografia
- Pissin' Razorbladez (2006)
- Mutilate (2008)
- Retaliate (2011)
- The Deadfaced Dimension (2014)
- "Raise & Revolt" (2015)
- Creed of Chaos (2017)